# Seznam poslanců Českého zemského sněmu (1867)
Toto je seznam poslanců Českého zemského sněmu v roce 1867. Zahrnuje všechny členy Českého zemského sněmu v krátkém funkčním období od zemských voleb v lednu 1867 do zemských voleb v březnu 1867. 
| Jméno                             | Kurie               | Volební obvod                                                  | Strana | Poznámka                             |
| --------------------------------- | ------------------- | -------------------------------------------------------------- | ------ | ------------------------------------ |
| Adam Johann Herrmann              | městská             | Hajda, Šenov, Plottendorf, Parchen                             |        | [ 1 ]                                |
| Banhans Anton                     | městská             | Most, Bílina, Horní Litvínov                                   |        | [ 2 ]                                |
| Battaglia Josef                   | velkostatkářská     | nesvěřenecké velkostatky                                       |        | [ 3 ]                                |
| Bělský Václav                     | městská             | Praha-Staré Město                                              |        | [ 3 ]                                |
| Berger Maxmilián                  | velkostatkářská     | nesvěřenecké velkostatky                                       |        | [ 3 ]                                |
| Bozděch Václav                    | venk. obcí          | Klatovy, Plánice, Nýrsko                                       |        | [ 4 ]                                |
| Bradáč Vincenc                    | městská             | Praha-Hradčany                                                 |        | [ 5 ]                                |
| Brauner František August          | venk. obcí          | Přeštice, Nepomuk                                              |        | [ 6 ]                                |
| Brzorád Josef                     | venk. obcí          | Jílové, Říčany                                                 |        | [ 4 ]                                |
| Buchhöcker Franz                  | venk. obcí          | Kaplice, Nové Hrady, Vyšší Brod                                |        | [ 1 ]                                |
| Buquoy Jiří                       | velkostatkářská     | svěřenecké velkostatky                                         |        | [ 7 ]                                |
| Clam-Martinic Jindř. Jaroslav     | velkostatkářská     | nesvěřenecké velkostatky                                       |        | [ 3 ]                                |
| Clam-Martinic Richard             | velkostatkářská     | nesvěřenecké velkostatky                                       |        | [ 3 ]                                |
| Czyhlarz Karl                     | městská             | Šluknov, Ehrenberg, Haňšpach                                   |        | [ 1 ]                                |
| Černín Jaromír                    | velkostatkářská     | svěřenecké velkostatky                                         |        | [ 7 ]                                |
| Černín Otakar                     | velkostatkářská     | nesvěřenecké velkostatky                                       |        | [ 3 ]                                |
| Černín Rudolf                     | velkostatkářská     | nesvěřenecké velkostatky                                       |        | [ 3 ]                                |
| Čížek Antonín                     | venk. obcí          | Kolín, Kouřim, Uhlířské Janovice                               |        | [ 8 ]                                |
| Dittrich Josef                    | městská             | Praha-Malá Strana                                              |        | [ 5 ]                                |
| Dreßler Wenzel                    | venk. obcí          | Jablonné, Chrastava                                            |        | [ 6 ]                                |
| Dvořák Šimon                      | městská             | Hořovice, Beroun, Rokycany, Radnice                            |        | [ 1 ]                                |
| Eisenstein August                 | velkostatkářská     | nesvěřenecké velkostatky                                       |        | [ 3 ]                                |
| Eisenstein Václav                 | velkostatkářská     | nesvěřenecké velkostatky                                       |        | [ 3 ]                                |
| Faber Karel                       | venk. obcí          | Milevsko, Sedlec, Bechyně                                      |        | [ 7 ]                                |
| Fáček František                   | venk. obcí          | Chotěboř, Habry                                                |        | [ 6 ]                                |
| Fingerhut (Náprstek) Vojtěch      | městská             | Lomnice, Nová Paka, Sobotka                                    |        | [ 7 ]                                |
| Fink Antonín                      | venk. obcí          | Votice, Sedlčany                                               |        | [ 5 ]                                |
| Forster Emanuel                   | městská             | Rumburk                                                        |        | [ 1 ]                                |
| Frič Josef František              | městská             | Praha-Nové Město                                               |        | [ 8 ]                                |
| z Grünhofu Eduard Fučíkovský      | velkostatkářská     | nesvěřenecké velkostatky                                       |        | [ 3 ]                                |
| Fürstenberg Emil                  | velkostatkářská     | nesvěřenecké velkostatky                                       |        | [ 3 ]                                |
| Fürstenberg Max                   | velkostatkářská     | svěřenecké velkostatky                                         |        | [ 7 ]                                |
| Gabriel Josef Ambrož              | venk. obcí          | Sušice, Kašperské Hory                                         |        | [ 1 ]                                |
| Görner Anton                      | venk. obcí          | Česká Lípa, Mimoň, Hajda, Cvikov                               |        | [ 4 ]                                |
| Göttl Hugo                        | venk. obcí          | Jáchymov, Blatno                                               |        | [ 4 ]                                |
| Götzl Josef                       | městská             | Karlín                                                         |        | [ 7 ]                                |
| Grégr Eduard                      | venk. obcí          | Vysoké Mýto, Skuteč, Hlinsko                                   |        | [ 2 ]                                |
| Grégr Julius                      | venk. obcí          | Písek, Vodňany                                                 |        | [ 4 ]                                |
| Groß Robert                       | městská             | Liberec                                                        |        | [ 1 ]                                |
| Grünwald Vendelín                 | městská             | Třeboň, Lišov, Týn n. Vltavou                                  |        | [ 8 ]                                |
| Halla Josef                       | virilisté           | rektor pražské univerzity                                      |        | Rektor v akad. roce 1866/1867.       |
| Hanisch Julius                    | venk. obcí          | Litoměřice, Lovosice, Úštěk                                    |        | [ 4 ]                                |
| Hanke Bedřich                     | městská             | Praha-Nové Město                                               |        | [ 8 ]                                |
| Hanl Karel Boromejský             | virilisté           | biskup královéhradecký                                         |        |                                      |
| Harrach František Arnošt          | velkostatkářská     | svěřenecké velkostatky                                         |        | [ 7 ]                                |
| Harrach Jan                       | velkostatkářská     | nesvěřenecké velkostatky                                       |        | [ 3 ]                                |
| Hartig Edmund                     | městská             | Cvikov, Mimoň                                                  |        | [ 4 ]                                |
| Hartl František                   | venk. obcí          | Turnov, Český Dub                                              |        | [ 5 ]                                |
| Hasner Josef                      | městská             | Loket, Slavkov, Schönfeld, Bečov, Sangerberg                   |        | [ 4 ]                                |
| Hassmann Theodor                  | městská             | Žatec, Kadaň                                                   |        | Uváděn též jako Theodor Haßmann.     |
| Hausmann Čeněk                    | městská             | Rychnov, Žamberk, Kostelec n. Orlicí, Dobruška                 |        | [ 8 ]                                |
| Havelka Matěj                     | venk. obcí          | Poděbrady, Městec Králové                                      |        | [ 4 ]                                |
| Helversen Otto                    | velkostatkářská     | nesvěřenecké velkostatky                                       |        | [ 3 ]                                |
| Herbst Eduard                     | venk. obcí          | Šluknov, Haňšpach                                              |        | [ 6 ]                                |
| Herrmann Franz                    | venk. obcí          | Frýdlant                                                       |        | [ 1 ]                                |
| Hielle Wolfgang                   | městská             | Mikulášovice, Zeidlery, Krásná Lípa                            |        | Uváděn též jako Wolfgang Hille.      |
| Hildprandt Robert                 | velkostatkářská     | nesvěřenecké velkostatky                                       |        | [ 3 ]                                |
| Höfler Konstantin                 | městská             | Chomutov, Vejprty, Přísečnice                                  |        | [ 1 ]                                |
| Hron Vojtěch                      | velkostatkářská     | nesvěřenecké velkostatky                                       |        | [ 3 ]                                |
| Hueber Franz                      | městská             | Karlovy Vary, Jáchymov                                         |        | Uváděn též jako Franz Hüeber.        |
| Husák Antonín                     | venk. obcí          | Slaný, Velvary, Libochovice                                    |        | [ 8 ]                                |
| Hüller Rudolf                     | městská             | Kraslice, Nejdek, Schönbach                                    |        | [ 4 ]                                |
| Chotek Rudolf                     | velkostatkářská     | svěřenecké velkostatky                                         |        | [ 7 ]                                |
| Janouš Jan                        | městská             | Litomyšl, Polička                                              |        | [ 7 ]                                |
| Jelínek Hugo                      | obch. a živn. komor | Plzeň                                                          |        | [ 9 ]                                |
| Jeřábek Jan                       | venk. obcí          | Nový Bydžov, Chlumec                                           |        | [ 7 ]                                |
| Jílek Jan                         | venk. obcí          | Hořovice, Zbiroh                                               |        | [ 6 ]                                |
| Jirsík Jan Valerián               | virilisté           | biskup budějovický                                             |        |                                      |
| Kahles Augustin                   | venk. obcí          | Ledeč, Dolní Kralovice                                         |        | [ 8 ]                                |
| Kardasch Gregor                   | městská             | Krumlov, Kaplice, Nové Hrady, Vyšší Brod                       |        | [ 4 ]                                |
| Kiemann Johann                    | městská             | Vimperk, Prachatice, Volary                                    |        | [ 7 ]                                |
| Kinský Bedřich                    | velkostatkářská     | nesvěřenecké velkostatky                                       |        | [ 3 ]                                |
| Kinský Ferdinand                  | velkostatkářská     | svěřenecké velkostatky                                         |        | [ 7 ]                                |
| Kittel Eduard                     | městská             | Cheb                                                           |        | [ 2 ]                                |
| Klaudy Karel Leopold              | venk. obcí          | Jičín, Lomnice, Sobotka, Libáň                                 |        | [ 2 ]                                |
| Kleissl Jan                       | obch. a živn. komor | Plzeň                                                          |        | [ 9 ]                                |
| Klepsch Adolf                     | městská             | Varnsdorf                                                      |        | [ 5 ]                                |
| Klier Franz                       | městská             | Děčín, Podmokly, Česká Kamenice, Chřibská                      |        | [ 5 ]                                |
| Klimeš Josef                      | venk. obcí          | Chrudim, Nasavrky                                              |        | [ 8 ]                                |
| Knoll Alfred                      | venk. obcí          | Karlovy Vary, Loket, Bečov                                     |        | [ 1 ]                                |
| Kodym Filip Stanislav             | venk. obcí          | Vrchlabí, Rokytnice, Jilemnice                                 |        | [ 8 ]                                |
| Kolowrat-Krakowský Jan Karel      | velkostatkářská     | svěřenecké velkostatky                                         |        | [ 7 ]                                |
| Komers Antonín Emanuel            | velkostatkářská     | nesvěřenecké velkostatky                                       |        | [ 3 ]                                |
| Korb v. Weidenheim Ludwig         | velkostatkářská     | nesvěřenecké velkostatky                                       |        | [ 3 ]                                |
| Kořínek František                 | venk. obcí          | Nové Město n. M., Náchod, Dobruška                             |        | [ 4 ]                                |
| Kořistka Karel                    | městská             | Příbram, Březové Hory                                          |        | [ 1 ]                                |
| Kralert František                 | venk. obcí          | Pelhřimov, Pacov, Kamenice, Počátky                            |        | [ 7 ]                                |
| Kratochvíl Václav                 | venk. obcí          | Mělník, Roudnice                                               |        | [ 8 ]                                |
| Kratochvíle Jan                   | venk. obcí          | Tábor, Mladá Vožice, Soběslav, Veselí                          |        | [ 2 ]                                |
| Krejčí Jan                        | venk. obcí          | Prachatice, Netolice                                           |        | [ 5 ]                                |
| Křížek Václav                     | městská             | Tábor, Kamenice, Pelhřimov                                     |        | [ 8 ]                                |
| Kubíček Matěj                     | venk. obcí          | Vimperk, Volyně                                                |        | [ 8 ]                                |
| Kuh David                         | venk. obcí          | Most, Hora sv. Kateřiny, Jirkov                                |        | [ 5 ]                                |
| Lambl Jan                         | venk. obcí          | Lanškroun, Ústí n. O.                                          |        | [ 6 ]                                |
| Leeder Friedrich                  | venk. obcí          | Cheb, Vildštejn, Aš                                            |        | [ 1 ]                                |
| Liebig Franz                      | městská             | Liberec                                                        |        | [ 1 ]                                |
| Liebig Johann ml.                 | obch. a živn. komor | Liberec                                                        |        | [ 9 ]                                |
| Limbeck Karl von                  | venk. obcí          | Falknov, Kynžvart                                              |        | [ 5 ]                                |
| Linke Josef                       | městská             | Rokytnice, Jilemnice                                           |        | [ 7 ]                                |
| Lobkowicz Jiří Kristián           | velkostatkářská     | nesvěřenecké velkostatky                                       |        | [ 3 ]                                |
| Lobkowicz Josef                   | velkostatkářská     | nesvěřenecké velkostatky                                       |        | [ 3 ]                                |
| Lobkowicz Mořic                   | velkostatkářská     | svěřenecké velkostatky                                         |        | [ 7 ]                                |
| Löffler Wenzl                     | venk. obcí          | Kadaň, Přísečnice, Doupov                                      |        | [ 1 ]                                |
| Macháček Josef                    | venk. obcí          | Smíchov, Zbraslav, Beroun, Unhošť                              |        | [ 6 ]                                |
| Majer Antonín                     | městská             | Strakonice, Sušice, Vodňany                                    |        | [ 7 ]                                |
| Malovec Arnošt                    | velkostatkářská     | nesvěřenecké velkostatky                                       |        | [ 3 ]                                |
| Mattuš Karel                      | městská             | Mnichovo Hradiště, Turnov, Bělá                                |        | [ 7 ]                                |
| Mladý Viktor                      | městská             | Vildštejn, Kynšperk, Hazlov                                    |        | [ 5 ]                                |
| Moravec Ignác                     | městská             | Jindřichův Hradec, Bystřice                                    |        | Uváděn též jako Hynek Moravec.       |
| Müller Josef                      | velkostatkářská     | nesvěřenecké velkostatky                                       |        | [ 3 ]                                |
| Neuberg Jan                       | velkostatkářská     | nesvěřenecké velkostatky                                       |        | [ 3 ]                                |
| Neumann Wenzel                    | venk. obcí          | Liberec, Jablonec, Tanvald                                     |        | [ 4 ]                                |
| Neupauer Karl                     | velkostatkářská     | nesvěřenecké velkostatky                                       |        | [ 3 ]                                |
| Nostitz-Rieneck Albert            | velkostatkářská     | nesvěřenecké velkostatky                                       |        | [ 3 ]                                |
| Nostic Hugo                       | velkostatkářská     | nesvěřenecké velkostatky                                       |        | [ 3 ]                                |
| Obst Gustav                       | velkostatkářská     | nesvěřenecké velkostatky                                       |        | [ 3 ]                                |
| Odkolek Josef                     | velkostatkářská     | nesvěřenecké velkostatky                                       |        | [ 3 ]                                |
| Oliva Alois                       | městská             | Smíchov                                                        |        | [ 1 ]                                |
| Paar Karel                        | velkostatkářská     | nesvěřenecké velkostatky                                       |        | [ 3 ]                                |
| Palacký František                 | venk. obcí          | Karlín, Brandýs                                                |        | [ 6 ]                                |
| Palacký Jan                       | velkostatkářská     | nesvěřenecké velkostatky                                       |        | [ 3 ]                                |
| Pauer Bernard                     | venk. obcí          | Trutnov, Hostinné, Maršov, Žacléř                              |        | [ 2 ]                                |
| Pfeiffer Josef                    | obch. a živn. komor | Liberec                                                        |        | [ 9 ]                                |
| Pfeill-Scharffenstein Alfred      | velkostatkářská     | nesvěřenecké velkostatky                                       |        | [ 3 ]                                |
| Pickert Karl                      | venk. obcí          | Žlutice, Bochov                                                |        | [ 4 ]                                |
| Pistl Franz                       | velkostatkářská     | nesvěřenecké velkostatky                                       |        | [ 3 ]                                |
| Platzer Vilém                     | venk. obcí          | Jindřichův Hradec, Lomnice, Třeboň, N. Bystřice                |        | [ 2 ]                                |
| Plener Ignaz                      | obch. a živn. komor | Cheb                                                           |        | [ 9 ]                                |
| Pokorný František                 | venk. obcí          | Černý Kostelec, Český Brod                                     |        | [ 6 ]                                |
| Pollach Štěpán                    | městská             | Praha-Hradčany                                                 |        | [ 5 ]                                |
| Poppa Martin                      | venk. obcí          | Kraslice, Nejdek                                               |        | [ 4 ]                                |
| Porák Antonín                     | městská             | Dvůr Králové, Náchod, Hořice                                   |        | [ 1 ]                                |
| Potůček Karel                     | venk. obcí          | Rokycany, Blovice                                              |        | [ 6 ]                                |
| Pour Václav                       | venk. obcí          | Pardubice, Holice, Přelouč                                     |        | [ 7 ]                                |
| Práchenský Josef Stanislav        | městská             | Mělník, Brandýs n. L., Roudnice                                |        | [ 8 ]                                |
| Pštross František                 | městská             | Praha-Staré Město                                              |        | [ 3 ]                                |
| Rasp Johann                       | venk. obcí          | Planá, Teplá, Bezdružice                                       |        | [ 4 ]                                |
| Redlhammer Eduard                 | obch. a živn. komor | Liberec                                                        |        | [ 9 ]                                |
| Reichert Václav                   | venk. obcí          | Hořice, Nová Paka                                              |        | [ 2 ]                                |
| Rieger František Ladislav         | venk. obcí          | Semily, Železný Brod                                           |        | [ 7 ]                                |
| Rombald Václav                    | velkostatkářská     | nesvěřenecké velkostatky                                       |        | [ 3 ]                                |
| Roser Franz Moritz                | venk. obcí          | Broumov, Police                                                |        | [ 8 ]                                |
| Rostitz Josef                     | velkostatkářská     | svěřenecké velkostatky                                         |        | [ 7 ]                                |
| Roth Hieronymus                   | městská             | Trutnov, Broumov, Police                                       |        | [ 1 ]                                |
| Roth Karel                        | městská             | Chrudim, Heřmanův Městec                                       |        | [ 7 ]                                |
| von Rothkirch-Panthen Karl        | velkostatkářská     | nesvěřenecké velkostatky                                       |        | [ 3 ]                                |
| Rotter Jan                        | velkostatkářská     | nesvěřenecké velkostatky                                       |        | [ 3 ]                                |
| Rösler Anton                      | venk. obcí          | Ústí n. Labem, Chabařovice                                     |        | [ 5 ]                                |
| Říha Josef                        | venk. obcí          | Kutná Hora, Čáslav                                             |        | [ 6 ]                                |
| Salm-Reifferscheid Siegfried      | velkostatkářská     | nesvěřenecké velkostatky                                       |        | [ 3 ]                                |
| Seeling Karel                     | městská             | Praha-Malá Strana                                              |        | [ 5 ]                                |
| Seidl Václav                      | městská             | Klatovy, Domažlice                                             |        | [ 8 ]                                |
| Seifert Wenzel                    | venk. obcí          | Plzeň, Touškov, Stříbro, Stod                                  |        | [ 4 ]                                |
| Schirnding Karel                  | velkostatkářská     | nesvěřenecké velkostatky                                       |        | [ 3 ]                                |
| Schmeykal Franz                   | městská             | Česká Lípa                                                     |        | [ 5 ]                                |
| Schmidt Antonín                   | městská             | Německý Brod, Polná, Humpolec                                  |        | [ 8 ]                                |
| Schovánek Antonín                 | městská             | Jičín, Nový Bydžov                                             |        | [ 8 ]                                |
| Schöder Anton                     | venk. obcí          | Dubá, Štětí                                                    |        | [ 7 ]                                |
| Schönborn Ervín                   | velkostatkářská     | svěřenecké velkostatky                                         |        | [ 7 ]                                |
| Schrott Josef                     | městská             | Georgswalde, Königswalde                                       |        | [ 7 ]                                |
| Schulz Ferdinand                  | městská             | Mladá Boleslav, Nymburk                                        |        | [ 5 ]                                |
| Schütz Adeodat                    | velkostatkářská     | nesvěřenecké velkostatky                                       |        | [ 3 ]                                |
| Schwarzenberg Adolf Josef         | velkostatkářská     | svěřenecké velkostatky                                         |        | [ 7 ]                                |
| Schwarzenberg Bedřich             | virilisté           | arcibiskup pražský                                             |        |                                      |
| Schwarzenberg Jan Adolf           | velkostatkářská     | svěřenecké velkostatky                                         |        | [ 7 ]                                |
| Schwarzenberg Karel III.          | velkostatkářská     | nesvěřenecké velkostatky                                       |        | [ 3 ]                                |
| Siegmund Franz                    | městská             | Liberec                                                        |        | [ 1 ]                                |
| Sladkovský Karel                  | venk. obcí          | Žamberk, Rokytnice, Králíky                                    |        | [ 8 ]                                |
| Slavík Josef                      | venk. obcí          | Litomyšl, Polička                                              |        | [ 5 ]                                |
| Spork Eduard                      | velkostatkářská     | nesvěřenecké velkostatky                                       |        | [ 3 ]                                |
| Stamm Ferdinand                   | venk. obcí          | Žatec, Chomutov, Postoloprty, Bastianperk, Podbořany, Jesenice |        | [ 5 ]                                |
| Stangler Josef                    | velkostatkářská     | nesvěřenecké velkostatky                                       |        | [ 3 ]                                |
| Steffens Peter                    | venk. obcí          | Č. Krumlov, Chvalšiny, Planá                                   |        | [ 5 ]                                |
| Stengel Karl                      | městská             | Jablonec, Hodkovice, Smržovka                                  |        | [ 2 ]                                |
| Stöhr Karl                        | venk. obcí          | Teplice, Duchcov, Bílina                                       |        | [ 4 ]                                |
| Streeruwitz Adolf                 | městská             | Planá, Tachov, Stříbro, Žandov                                 |        | [ 1 ]                                |
| Šembera Alois                     | městská             | Vysoké Mýto, Skuteč, Hlinsko                                   |        | [ 7 ]                                |
| Škarda Jakub                      | venk. obcí          | Domažlice, Nová Kdyně                                          |        | [ 6 ]                                |
| Šobr Tomáš                        | městská             | Písek                                                          |        | [ 7 ]                                |
| Šternberk Jaroslav                | velkostatkářská     | svěřenecké velkostatky                                         |        | [ 7 ]                                |
| Štros Jan                         | městská             | Kutná Hora                                                     |        | [ 1 ]                                |
| Švestka František                 | městská             | Slaný, Louny, Rakovník                                         |        | [ 5 ]                                |
| Tachezy Adolf                     | obch. a živn. komor | Cheb                                                           |        | [ 9 ]                                |
| Taschek Franz                     | venk. obcí          | Děčín, Benešov, Č. Kamenice                                    |        | [ 5 ]                                |
| Tedesco Ludwig                    | městská             | Praha-Josefov                                                  |        | [ 1 ]                                |
| Tetzner Gustav                    | obch. a živn. komor | Cheb                                                           |        | [ 9 ]                                |
| von Thun und Hohenstein Friedrich | velkostatkářská     | nesvěřenecké velkostatky                                       |        | [ 3 ]                                |
| Thun Bedřich František            | velkostatkářská     | svěřenecké velkostatky                                         |        | [ 7 ]                                |
| Thun-Hohenstein Leopold Lev       | velkostatkářská     | svěřenecké velkostatky                                         |        | [ 7 ]                                |
| Thun-Hohenstein Theodor Karel     | velkostatkářská     | svěřenecké velkostatky                                         |        | [ 7 ]                                |
| Thurn-Taxis Hugo Maxmilián        | velkostatkářská     | nesvěřenecké velkostatky                                       |        | [ 3 ]                                |
| Tonner Emanuel                    | venk. obcí          | Strakonice, Horažďovice                                        |        | [ 8 ]                                |
| Trmal Emanuel                     | městská             | Kolín, Kouřim, Poděbrady                                       |        | [ 1 ]                                |
| Trojan Alois Pravoslav            | venk. obcí          | Příbram, Dobříš                                                |        | [ 6 ]                                |
| Tuschner Emanuel                  | městská             | Plzeň                                                          |        | [ 10 ]                               |
| Uchatzy August                    | venk. obcí          | Rumburk, Varnsdorf                                             |        | [ 5 ]                                |
| Ullrich Leopold                   | obch. a živn. komor | Liberec                                                        |        | [ 9 ]                                |
| Urbánek Ferdinand                 | venk. obcí          | Dvůr Králové, Jaroměř                                          |        | [ 8 ]                                |
| Vávra Vincenc                     | venk. obcí          | Nymburk, Benátky                                               |        | [ 8 ]                                |
| Velflík Jan                       | venk. obcí          | Rakovník, Křivoklát, Nové Strašecí, Louny                      |        | [ 5 ]                                |
| Vilímek Josef Richard             | venk. obcí          | Rychnov, Kostelec                                              |        | [ 1 ]                                |
| Villani Karel Drahotín            | venk. obcí          | Benešov, Neveklov, Vlašim                                      |        | [ 6 ]                                |
| Vojáček Jan Bohdan                | velkostatkářská     | nesvěřenecké velkostatky                                       |        | [ 3 ]                                |
| Volkelt Johann                    | městská             | Frýdlant, Chrastava                                            |        | [ 5 ]                                |
| Wackarž Leopold                   | velkostatkářská     | nesvěřenecké velkostatky                                       |        | [ 3 ]                                |
| Wahala Augustin Pavel             | virilisté           | biskup litoměřický                                             |        |                                      |
| Wanka Franz                       | velkostatkářská     | nesvěřenecké velkostatky                                       |        | [ 3 ]                                |
| Weber Anton                       | městská             | Litoměřice, Lovosice                                           |        | [ 1 ]                                |
| Weber Wenzel                      | městská             | Vrchlabí, Lanov, Hostinné                                      |        | [ 8 ]                                |
| von Wenisch Johann                | venk. obcí          | Tachov, Přimda                                                 |        | [ 5 ]                                |
| Welz Alois                        | velkostatkářská     | nesvěřenecké velkostatky                                       |        | [ 3 ]                                |
| Wenzig Josef                      | venk. obcí          | Hradec Králové, Nechanice                                      |        | [ 7 ]                                |
| Werner Antonín                    | velkostatkářská     | nesvěřenecké velkostatky                                       |        | [ 3 ]                                |
| Westphalen Bedřich                | velkostatkářská     | nesvěřenecké velkostatky                                       |        | [ 3 ]                                |
| Wiener Friedrich                  | městská             | Praha-Josefov                                                  |        | [ 1 ]                                |
| Wolf Josef                        | venk. obcí          | Horšovský Týn, Hostouň, Ronšperk                               |        | [ 4 ]                                |
| Wolfrum Karl Georg                | městská             | Teplice, Ústí n. Labem                                         |        | [ 8 ]                                |
| Wolkenstein Karl                  | velkostatkářská     | nesvěřenecké velkostatky                                       |        | [ 3 ]                                |
| Wolkenstein-Trostburg Leopold     | velkostatkářská     | nesvěřenecké velkostatky                                       |        | [ 3 ]                                |
| Wratislaw František Evžen         | velkostatkářská     | nesvěřenecké velkostatky                                       |        | [ 3 ]                                |
| Wratislaw Josef                   | velkostatkářská     | nesvěřenecké velkostatky                                       |        | [ 3 ]                                |
| Zátka Hynek                       | venk. obcí          | Budějovice, Lišov, Trhové Sviny, Hluboká, Týn n. Vlt.          |        | [ 8 ]                                |
| Zedtwitz Karl Moritz              | městská             | Aš, Rossbach                                                   |        | Uváděn též jako Karl Moriz Zedtwitz. |
| Zedtwitz Kurt František           | velkostatkářská     | nesvěřenecké velkostatky                                       |        | [ 3 ]                                |
| Zeithammer Antonín Otakar         | venk. obcí          | Kralovice, Manětín                                             |        | [ 6 ]                                |
| Zelený Václav                     | venk. obcí          | Německý Brod, Humpolec, Polná, Přibyslav, Štoky                |        | [ 6 ]                                |
| Zessner Vincenc                   | velkostatkářská     | nesvěřenecké velkostatky                                       |        | [ 3 ]                                |
| Zikmund Josef                     | městská             | Čáslav, Chotěboř, Golčův Jeníkov                               |        | [ 2 ]                                |
| Žák Jan                           | městská             | Pardubice, Chlumec, Holice                                     |        | [ 2 ]                                |